# Leiobunum sadoense
Leiobunum sadoense is een hooiwagen uit de familie Sclerosomatidae.